# Observation du Soleil

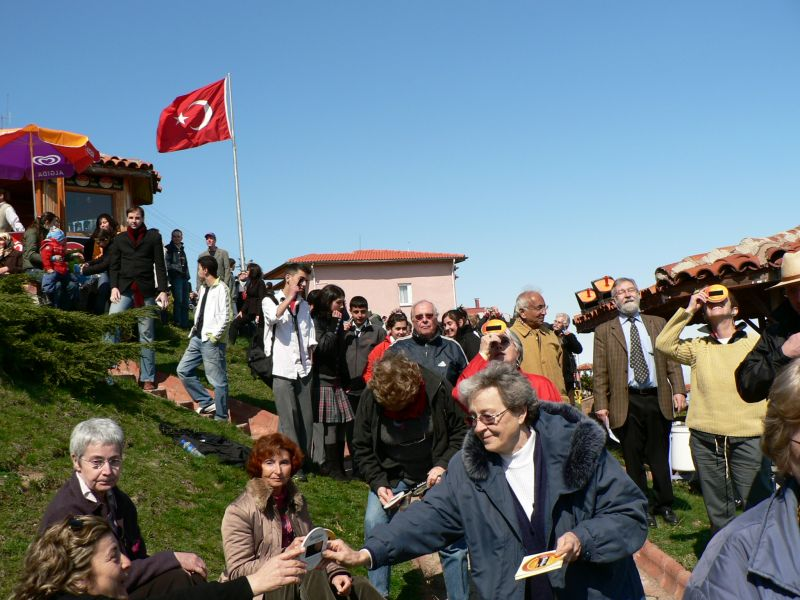
Observation d'une éclipse solaire à Ordu, en Turquie, le 29 mars 2006.

L'observation du Soleil est partie intégrante de l'astronomie, et ce bien qu'elle ait lieu de jour. Le Soleil est l'étoile la plus proche de la Terre.

## Intérêt
L'observation du Soleil a permis (et permet toujours) de comprendre comment ce dernier produit tant de lumière et d'énergie, mais aussi comment il évolue, et ses répercussions sur la Terre.
De nos jours, l'observation du Soleil s'oriente vers la surveillance de l'activité solaire, en plus du travail scientifique. L'activité solaire donnera naissance à des aurores boréales (ou australes) mais si un regain d'activité a lieu, comme lors d'une éruption solaire, les effets peuvent être beaucoup plus dangereux pour la Terre.
Une éruption solaire comme celle de 1859 toucherait aujourd'hui beaucoup plus d'infrastructures techniques qu'à l'époque.
Le vent solaire peut provoquer des orages magnétiques qui vont jusqu'à perturber les réseaux électriques.

## Risques
Hormis les risques d'être ébloui par une pleine Lune observée au télescope, l'observation astronomique nocturne est globalement inoffensive. Ce n'est pas le cas de l'observation solaire, qui peut entraîner de graves dégâts pour les yeux de l'observateur imprudent.
Il est très dangereux d'observer le Soleil directement sans protections, que ce soit à l'œil nu ou avec un télescope. La brûlure de la rétine entraînée par le rayonnement solaire est indolore, et l'on ne se rend compte des dommages subis par la rétine qu'une fois cette dernière détruite. Un instrument d'observation astronomique concentre la lumière du Soleil à une dose telle (plusieurs milliers de fois) qu'un simple regard dans l'oculaire est susceptible d'engendrer une cécité totale, voire une ébullition des liquides physiologiques de l'œil et même sa potentielle explosion avec des appareils de grand diamètre (supérieur à 200 mm).

## Observation directe
Comme dit plus haut, il est indispensable de se protéger pour observer le Soleil.
- des lunettes d'éclipses récentes . De trop vieilles, pouvant être endommagées, sont moins efficaces et donc dangereuses ;
- cousin des lunettes, le Viséclipse, est un verre adapté serti dans un disque en carton, pratique et de durée de vie quasi-illimitée (à moins que le verre ne casse, il vous servira plusieurs années) ;
- des filtres, à monter sur toutes sortes d'instruments d'astronomie. Ils peuvent être souples (feuilles AstroSolar Baader) et donc à monter soi même en un filtre, ou en verre traité.
- des verres de soudeur, mais au minimum grade 14.

Des filtres spéciaux, interférométriques, ne laissent passer que certaines longueurs d'onde et permettent l'observation de phénomènes qui ne sont pas visibles en lumière blanche. Par exemple, les filtres Hα permettent la vision des protubérances solaires.

### Matériel inadapté
- la pellicule photographique, même en plusieurs couches, est inefficace ;
- le verre noirci à la flamme de bougie est dangereux, car il ne filtre pas uniformément ;
- les vieilles lunettes d'éclipse (plus de quelques mois) ;
- les filtres solaires qui se placent à l'intérieur des instruments sont dangereux car ils chauffent et risquent d'éclater.
- les radiologies médicales, la lumière d'une simple ampoule les transperce aisément.
- les instruments d'observation (télescope, jumelles, loupe, etc.) non protégés d'un filtre adéquat peuvent provoquer une cécité totale en moins d'une demi-seconde.

## Observation par projection

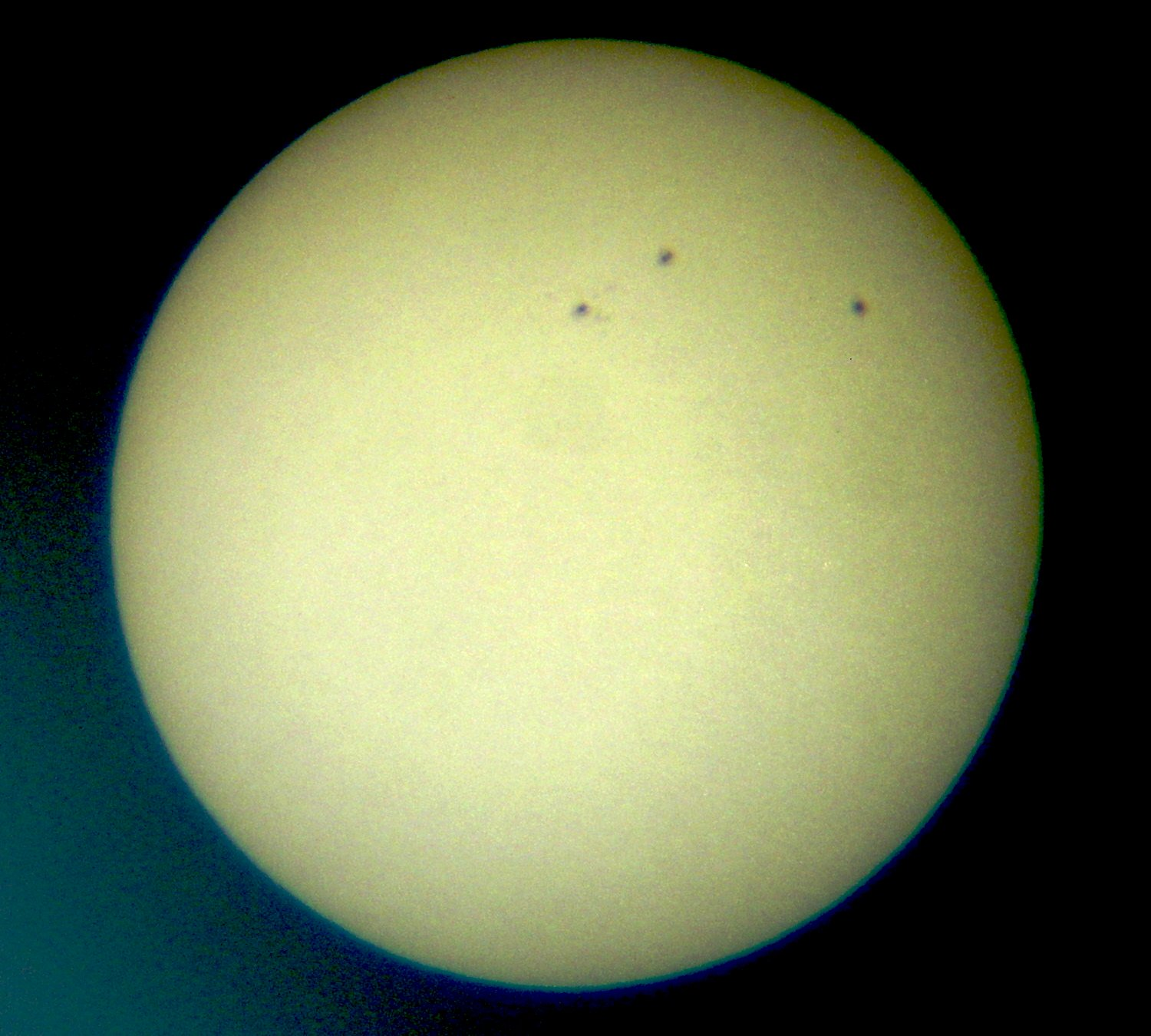
Observation de taches solaires par projection à travers une petite lunette astronomique.

Les taches solaires et les éclipses sont facilement observables par projection.
On regarde le disque solaire projeté sur un écran, moins dangereux que la méthode précédente.
- dispositif de projection à l'aide d'une lunette ou d'un télescope, et d'un écran de carton ;
- le plus simple : un trou d'aiguille dans un carton (principe du sténopé); le Soleil n'étant pas agrandi, il reste très petit ;
- il existe un produit spécial, le Solarscope[1], appareil en carton ou en bois présentant tout un système optique permettant de projeter une image du disque solaire sur un écran dans le boîtier. Utile pour les observations de groupe[2],[3],[4].

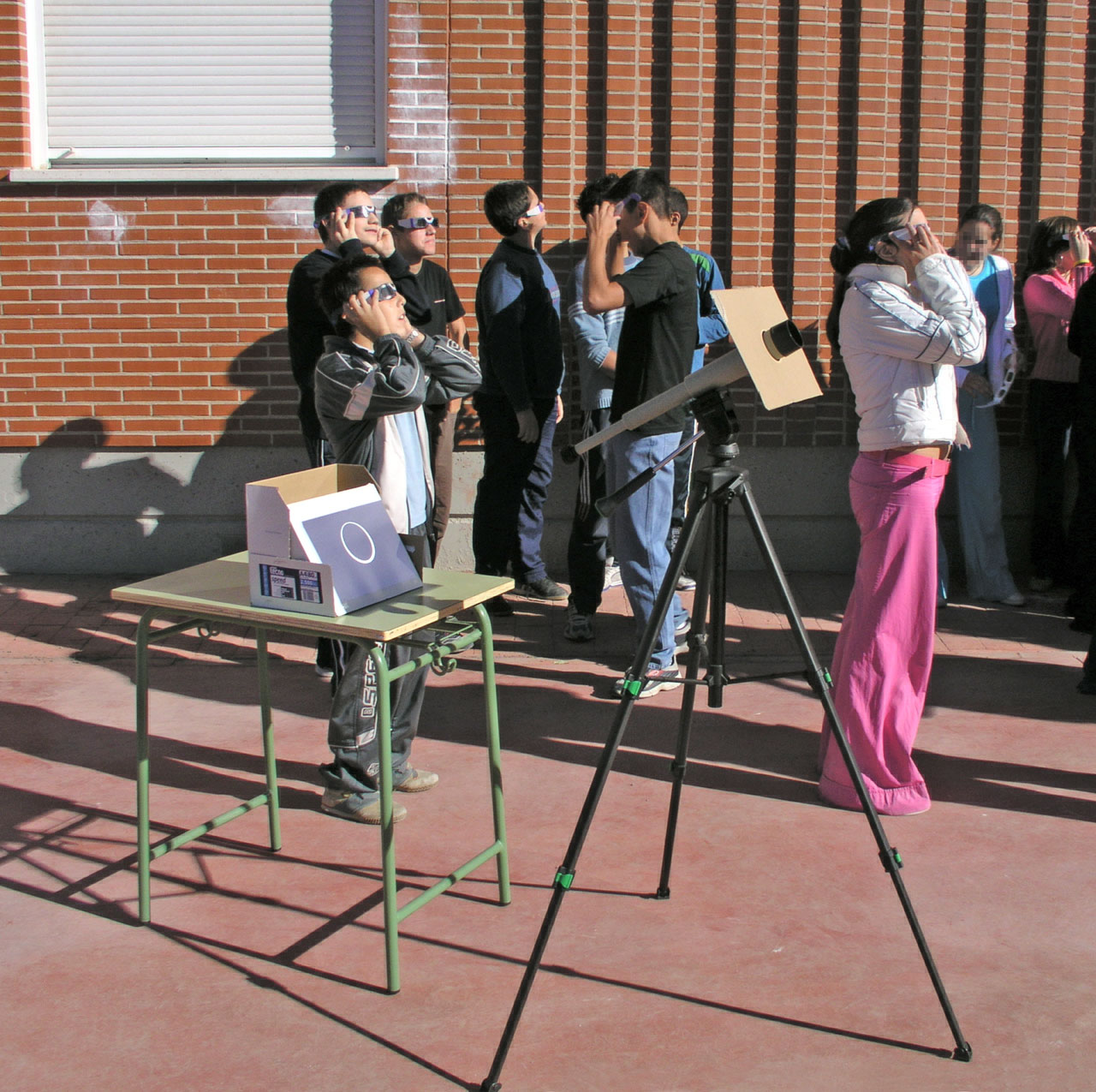
Observation d'une éclipse solaire par projection à Madrid, le 3 octobre 2005.
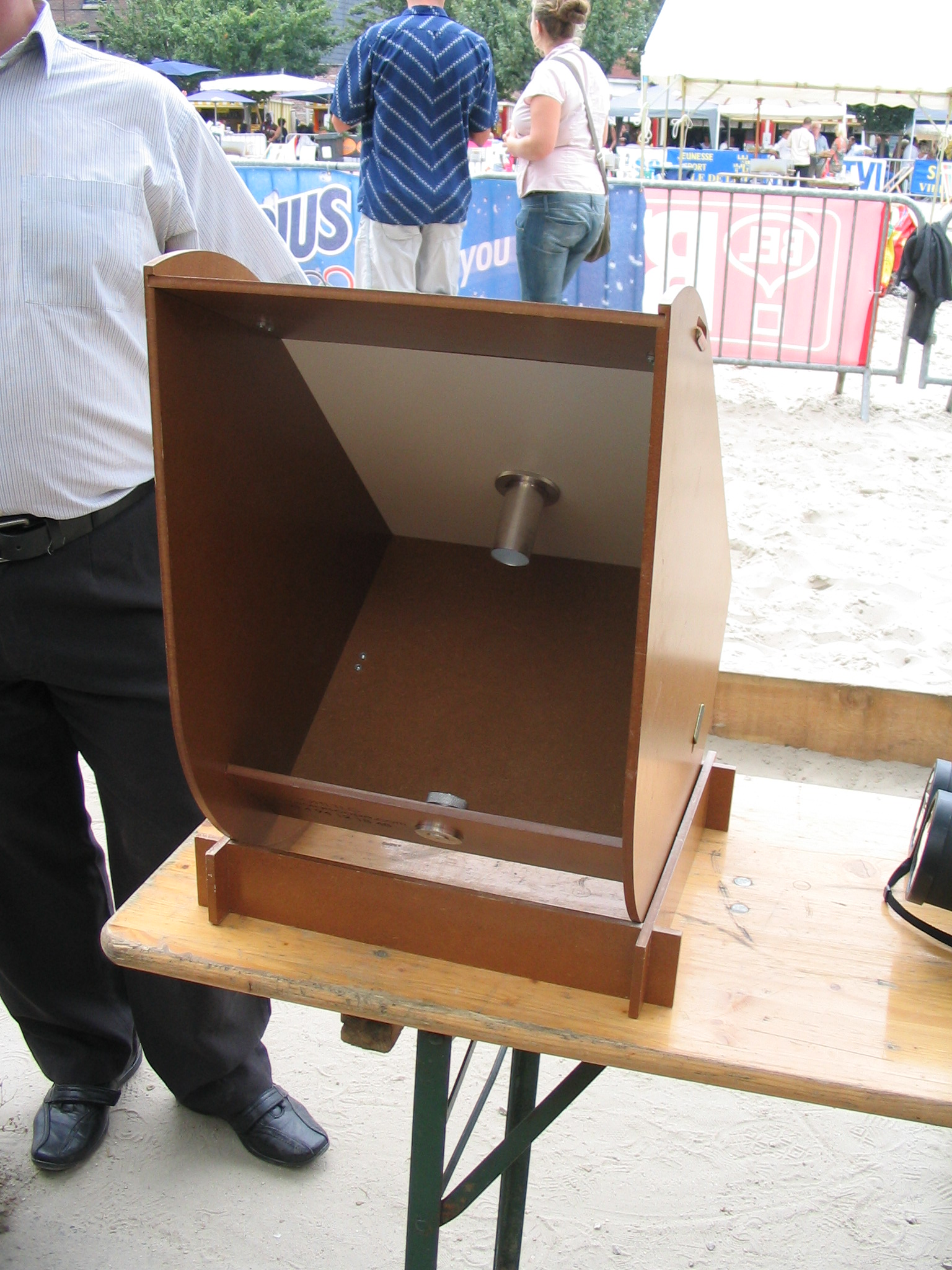
Solarscope (sans Soleil) utilisé pour montrer le Soleil lors d'une activité publique à Liège.
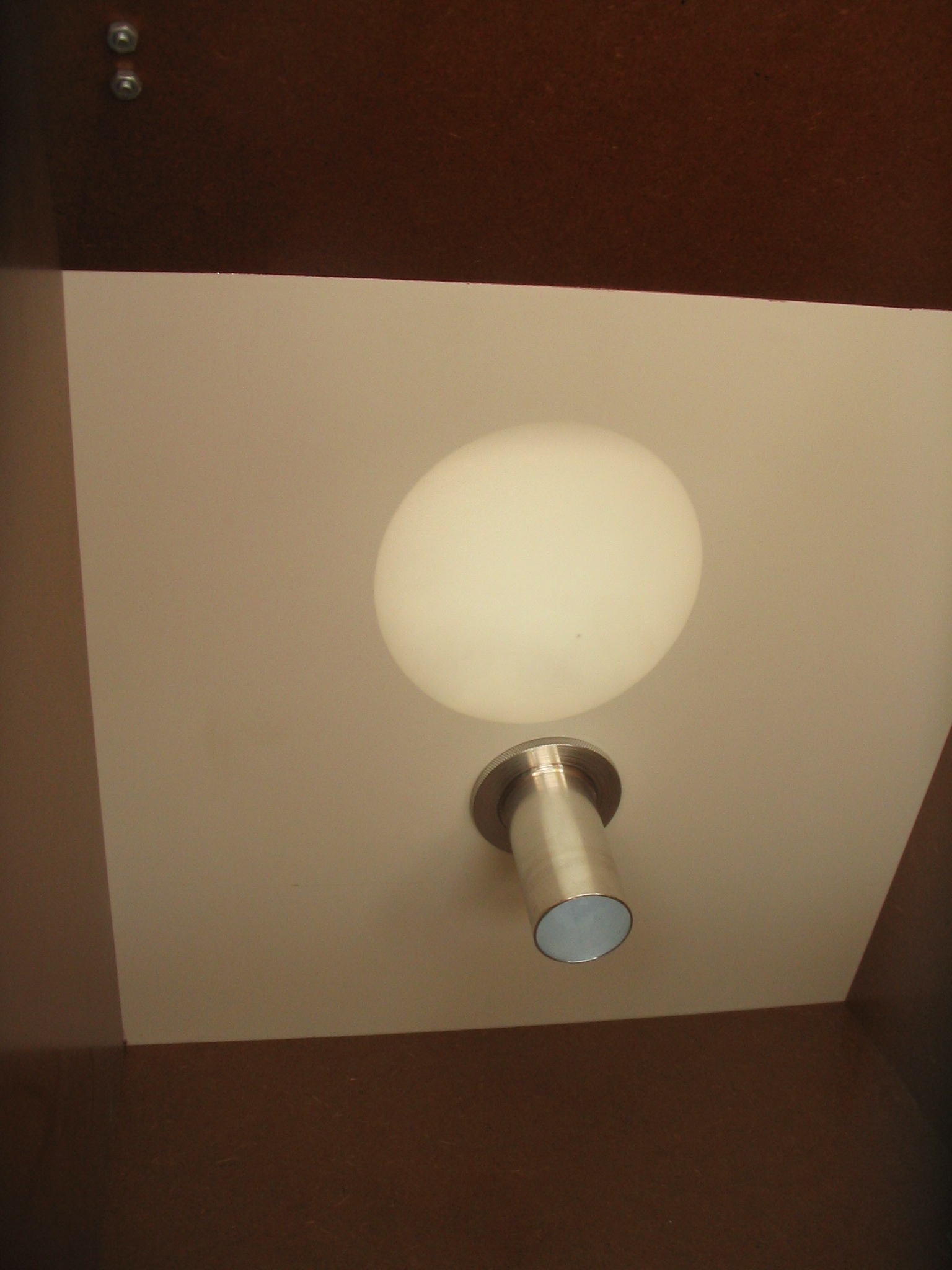
Projection du Soleil dans un Solarscope. Le ciel n'était pas très pur, mais on y voit, (dans le quart inférieur droit) la tache solaire 1092[5] (1er août 2010).

## Télescope solaire

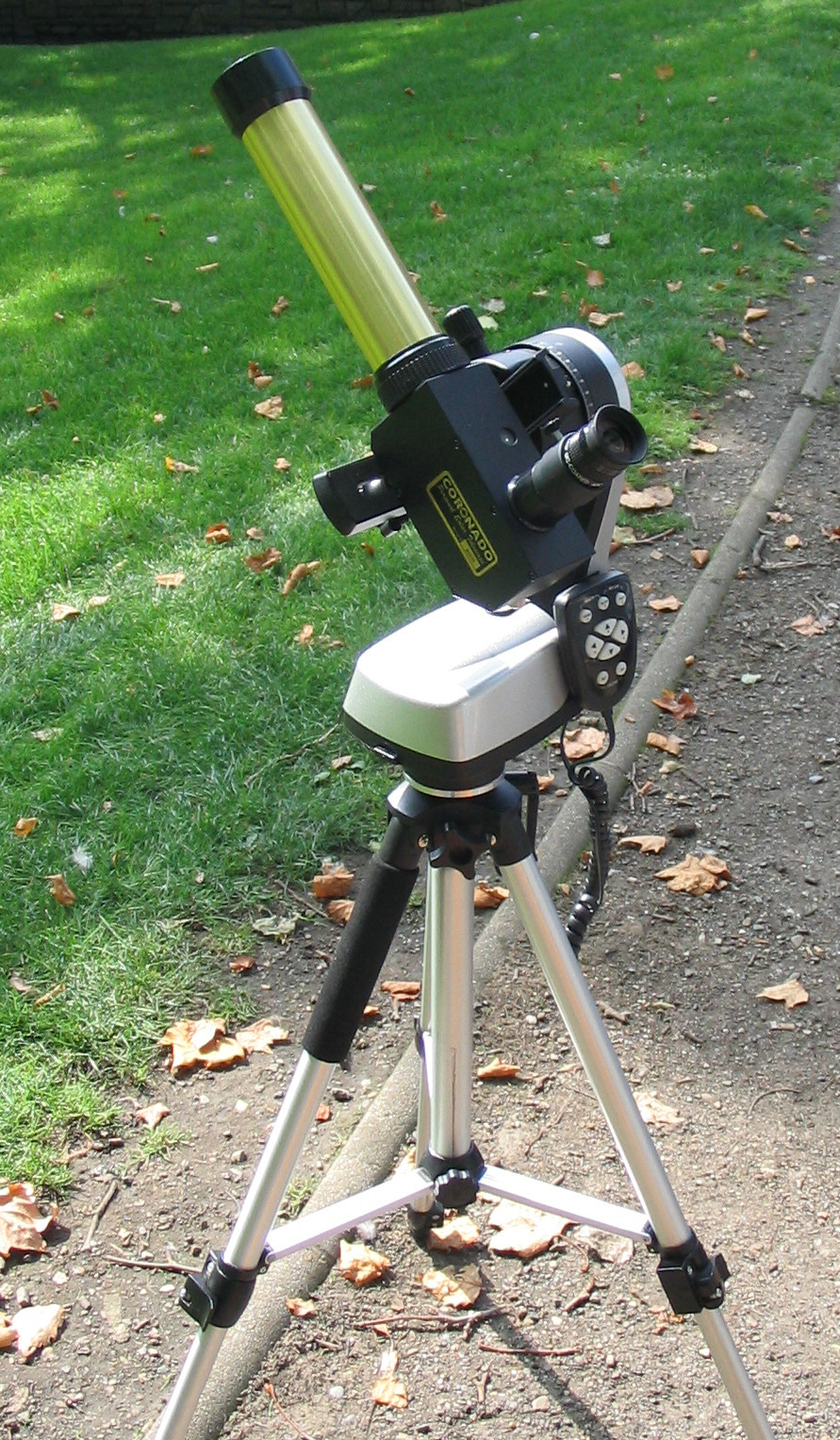
Télescope solaire personnel de marque Coronado sur une monture altazimutale.

La société Coronado, fabricant de filtres à bande ultra-mince produit également un instrument spécial à l'usage des amateurs pour observer le Soleil dans la raie H-alpha, le PST (Personal Solar Telescope). Le filtre adapté sur une lunette astronomique ordinaire ou sur cette petite lunette dédiée (PST) permet d'observer, sans danger, les protubérances et des détails de la chromosphère tels que les facules. Il existe d'autres constructeurs qui proposent des filtres et des lunettes, par exemple, Lunt ou Daystar.

## Événements
L'observation du Soleil a acquis un grand succès auprès du public notamment lors d'événements tels que les éclipses de Soleil et les transits des planètes intérieures : les transits de Mercure et les transits de Vénus.